# Cryptotrichosporon
Cryptotrichosporon är ett släkte av svampar. Cryptotrichosporon ingår i familjen Trichosporonaceae, ordningen gelésvampar, klassen Tremellomycetes, divisionen basidiesvampar och riket svampar.
|                    | Trichosporon                                   |
|                    |                                                |
|                    | Asterotremella                                 |
|                    |                                                |
| Cryptotrichosporon | \| \| Cryptotrichosporon anacardii \| \| \| \| |
|                    | \| \| Cryptotrichosporon anacardii \| \| \| \| |
|                    | Phyllopta                                      |
|                    |                                                |
|                    | Cryptotrichosporon anacardii                   |
|                    |                                                |

|  | Cryptotrichosporon anacardii |
|  |                              |